# Mylodontidae

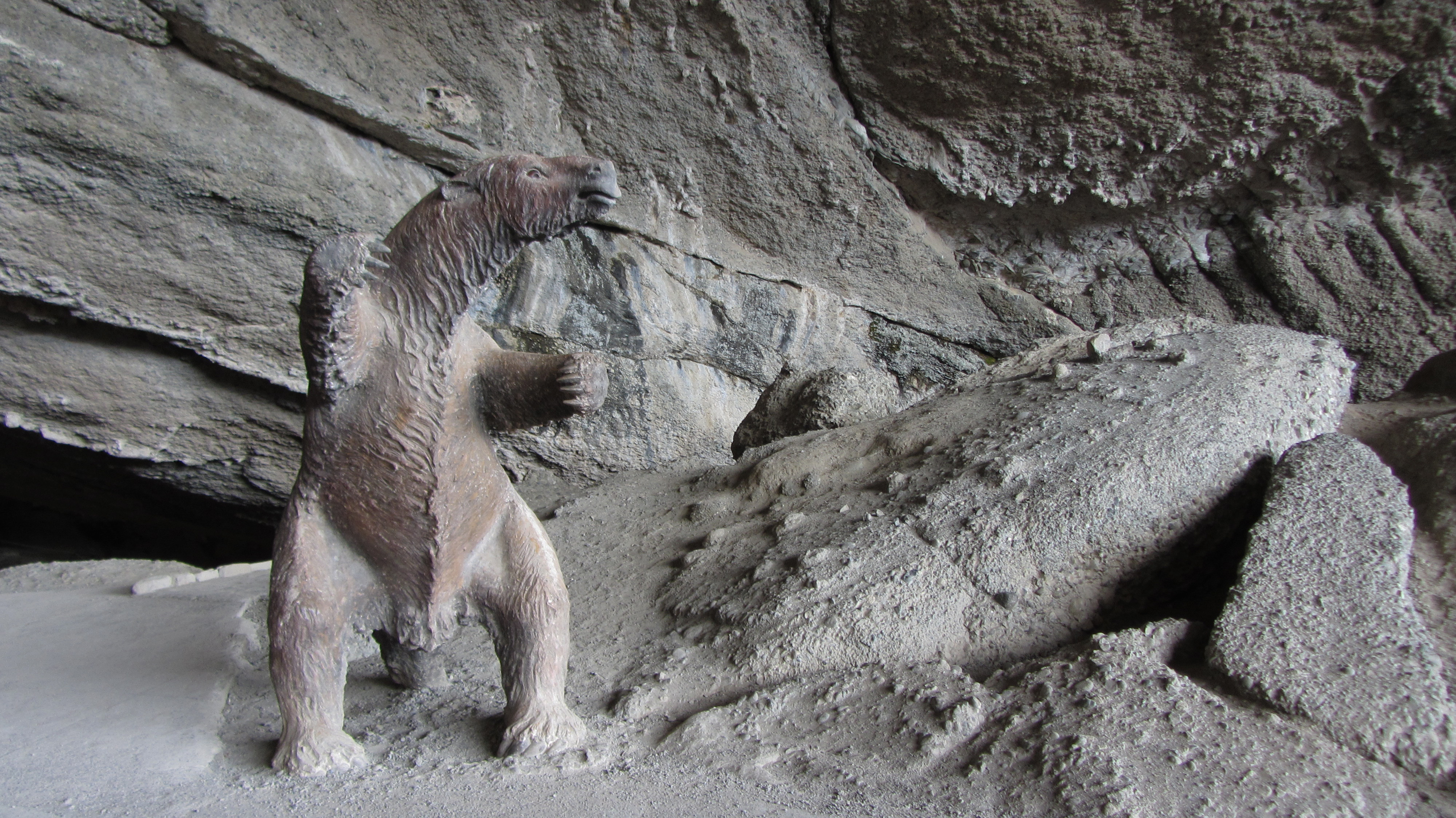
Милодон в пещере (реконструкция)

Mylodontidae — вымершее семейство млекопитающих подотряда Folivora отряда Pilosa, существовавшее от 23 млн до 11 тыс. лет назад.
Это семейство наземных ленивцев родственно другим семействам наземных ленивцев, то есть Megatheriidae, Nothrotheriidae, Orthopodiidae и Scelidotheriidae.
Из подотряда Folivora в нынешнее время существуют только семейства Bradypodidae и Megalonychidae. Филогенетический анализ, использующий гомологический набор из всех существующих семейств неполнозубых, свидетельствует о том, что Mylodontidae ближе к Megalonychidae, чем к Bradypodidae.
Генетики секвенировали фрагменты митохондриальной и ядерной ДНК милодона Дарвина (Mylodon darwinii), жившего в пещере Милодон в Патагонии ок. 13 тыс. лет назад. Сравнив полученные данные с геномом ныне живущего родственника двупалого ленивца (Choloepus didactylus), учёные пришли к выводу, что линии милодонтид (Mylodontidae) и двупалоленивцевых (Megalonychidae) разошлись ок. 22 млн лет назад.

## Классификация
- †Urumacotherium (incertae sedis)
- †Mirandabradys
- †Pseudoprepotherium
- †Baraguatherium[3]
- Подсемейство Lestodontinae
  - †Bolivartherium
  - Триба Thinobadistini
    - Род †Sphenotherus
    - Род †Thinobadistes

  - Tribe Glossotheriini
    - Род †Acremylodon
    - Род †Glossotherium
    - Род †Mylodonopsis
    - Род †Paramylodon
    - Род †Ranculcus

  - Триба Lestodontini
    - Род †Lestodon
    - Род †Lestodontidion
- Подсемейство Mylodontinae
  - Род †Archaeomylodon
  - Род †Brievabradys
  - Род †Glossotheriopsis
  - Род †Megabradys
  - Род †Mylodon
  - Род †Pleurolestodon
  - Род †Promylodon
  - Род †Strabosodon
- Подсемейство Scelidotheriinae
  - Род †Analcitherium
  - Род †Catonyx
  - Род †Chubutherium
  - Род †Elassotherium
  - Род †Nematherium
  - Род †Neonematherium
  - Род †Proscelidodon
  - Род †Scelidotheriops
  - Род †Scelidotherium
  - Род †Valgipes